# ديبلو
ليا كروينز Lia crowns 
توماس ويسلي بينتز (بالإنجليزية: Diplo) (ولد في 10 نوفمبر 1978)، معروف بشكل كبير باسمه الفني ديبلو، هو دي جي أمريكي، منتج أسطوانات، مغني راب، مغني، كاتب أغاني. ديبلو هو أحد المؤسسين و عضو رئيسي في ماجور ليزر، و هو أيضا جزء من ثنائي الإلكترونيك جاك يو مع المنتج و الدي جي سكريليكس.

## روابط خارجية
- ديبلو على موقع IMDb (الإنجليزية)
- ديبلو على موقع ميوزك برينز (الإنجليزية)
- ديبلو على موقع رولينغ ستون (الإنجليزية)
- ديبلو على موقع أول ميوزيك (الإنجليزية)
- ديبلو على موقع أول ميوزيك (الإنجليزية)
- ديبلو على موقع ديسكوغز (الإنجليزية)
- ديبلو على موقع ديسكوغز (الإنجليزية)
- ديبلو على موقع قاعدة بيانات الفيلم (الإنجليزية)